# 上海市嘉定区第一中学
上海市嘉定区第一中学，简称“嘉一中”，是上海嘉定区一所高级中学。

## 历史
创建于1926年，原址位于嘉定北大街271号（今嘉定一中附属小学），1958年被命名为上海市首批重点中学。1999年异地新建，成为上海市首批11所寄宿制高中。新校区位于上海市嘉定区嘉行公路701号。2005年被上海市教委命名为上海市首批实验性示范性高级中学。同年設立新疆班。2024年起，不再单独设立新疆班，而是实行新疆学生与内地学生混班。
2024年9月28日，嘉定一中孔子雕像落成。
2002年电视剧《十八岁的天空》的取景地即为嘉定一中。